# Andrej Ivanovič Jeremenko
Andrej Ivanovič Jeremenko (správným přepisem Jerjomenko, do češtiny se vžil nefonetický přepis příjmení; rusky Андрей Иванович Ерёменко, v ruské literatuře uváděn obvykle jako Еременко; 2. říjnajul./ 14. října 1892greg. Markivka – 19. listopadu 1970, Moskva) byl sovětský vojevůdce, maršál Sovětského svazu. 
Podílel se ve funkci velitele sboru na napadení Polska a Litvy. Na konci druhé světové války 4. ukrajinský front vedený Andrejem Jeremenkem osvobodil Ostravu a Olomouc.

## Mládí a vzdělání

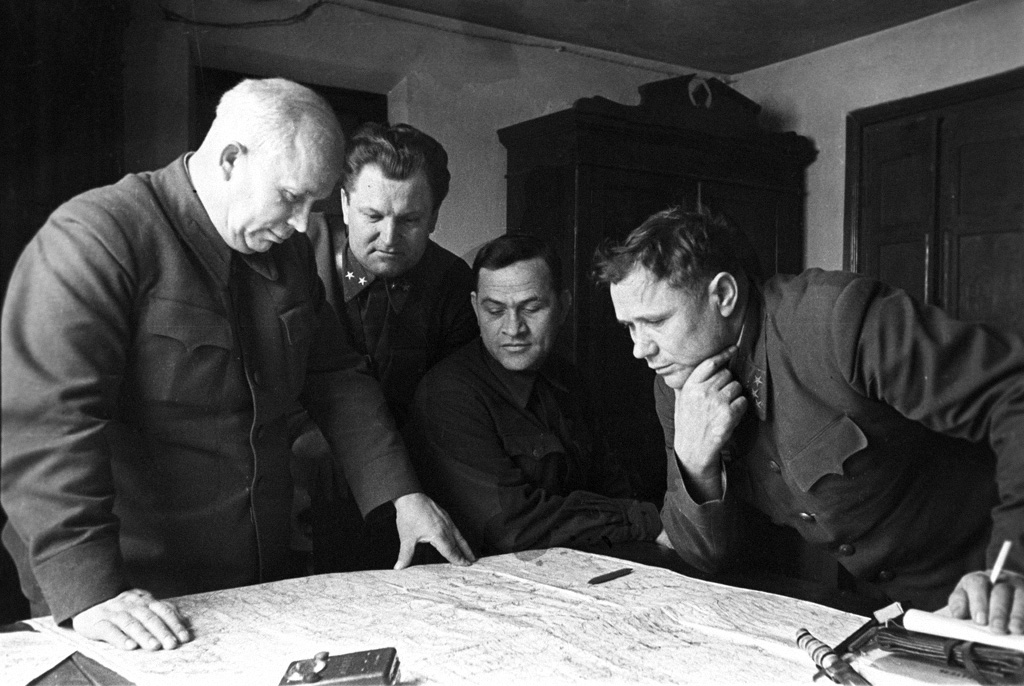
Vojenská rada Stalingrad: Vlevo Nikita Chruščov. Andrej Jeremenko vpravo

Narodil se do rolnické rodiny Ivana Ivanoviče Jerjomenka (1872–1902) ve vsi Markivce v charkovské gubernii (nynější Ukrajina). Prameny o jeho národnosti se liší, buď byl Ukrajinec nebo Rus. Po vykonání základní vojenské služby byl v listopadu 1913 převelen do Ruské carské armády ke 168. Mirogorodskému pěšímu pluku, s nímž vstoupil do první světové války. Bojoval na rumunské frontě v Karpatech a na jihozápadní frontě, vyznamenal se v bitvě o Halič a roku 1914 byl povýšen na desátníka. V roce 1915 se podílel na obléhání a dobytí Přemyšle. Roku 1917 byl nejprve převelen ke zpravodajskému jízdnímu pluku. Po bolševické revoluci v Rusku roku 1917 byl demobilizován a vrátil se domů. Ve své rodné vsi založil partyzánský oddíl, se kterým bojoval proti německým okupantům a petljurovcům. Koncem roku 1918 vstoupil s partyzánským oddílem do řad Rudé armády. Zde působil jako náčelník rozvědky brigády a současně náčelník štábu pluku, účastnil se ruské občanské války a sovětsko-polské války. V roce 1923 absolvoval vyšší kurzy velitelů jezdectva, v roce 1935 ukončil studium na Vojenské akademii M. V. Frunzeho a až do roku 1938 byl velitelem 14. jízdní divize.

## Rozpoutání 2. světové války
V roce 1939 se ve funkci velitele 6. jezdeckého sboru zúčastnil obsazení východního Polska. Pro zajištění postupu svého sboru nouzově zorganizoval letecký přísun paliva a přes celkovou chaotičnost sovětského postupu proti Polsku se mu tak podařilo udržet svůj sbor v pohybu. Historik David Glantz proto u něj uvádí přezdívku „ruský Guderian“. V roce 1940 se účastnil okupace Litvy a koncem roku 1940 byl převelen jako velitel 1. armády na Dálný východ.

## Boje na východní frontě
Po zahájení bojů na Východní frontě Velké vlastenecké války byl jmenován velitelem vojsk Západního frontu, od srpna 1941 velel Brjanskému frontu a byl povýšen na generálplukovníka. Koncem roku 1941 byl jmenován velitelem 4. úderné armády. Účastnil se sovětské zimní protiofenzívy u Moskvy, při níž byl těžce raněn. Když se v srpnu 1942 vrátil do služby, byl pověřen velením Jihovýchodního frontu, který bránil přístupy ke Stalingradu. Tento front, přejmenovaný na Stalingradský se účastnil protiútoku, při němž se spojil s vojsky Jihozápadního frontu a uzavřel kruh obklíčení německé 6. armády u Stalingradu. Jako velitel Jižního frontu se účastnil odražení skupiny armád generála Mansteina, který usiloval o vyproštění německých vojsk ze sovětského obklíčení u Stalingradu. V srpnu 1943 se účastnil Smolenské útočné operace, po níž byl povýšen do hodnosti armádního generála. V roce 1944 velel Samostatné přímořské armádě při osvobozování Krymu. Za zásluhy mu byla 29. července 1944 udělena Zlatá hvězda Hrdiny SSSR.

## Osvobozování
V říjnu 1944 velel 2. pobaltskému frontu při útoku na německá vojska v Litvě, od jara roku 1945 velel 4. ukrajinskému frontu, který se účastnil bojů v Karpatech, při Ostravsko-opavské a Pražské operaci.
Podle vzpomínek současníků, např. maršála Žukova  Stalin Jeremenka neměl rád, kritizoval ho za sebevědomí, pýchu a špatné velení ve složité operaci na Brjanské frontě.

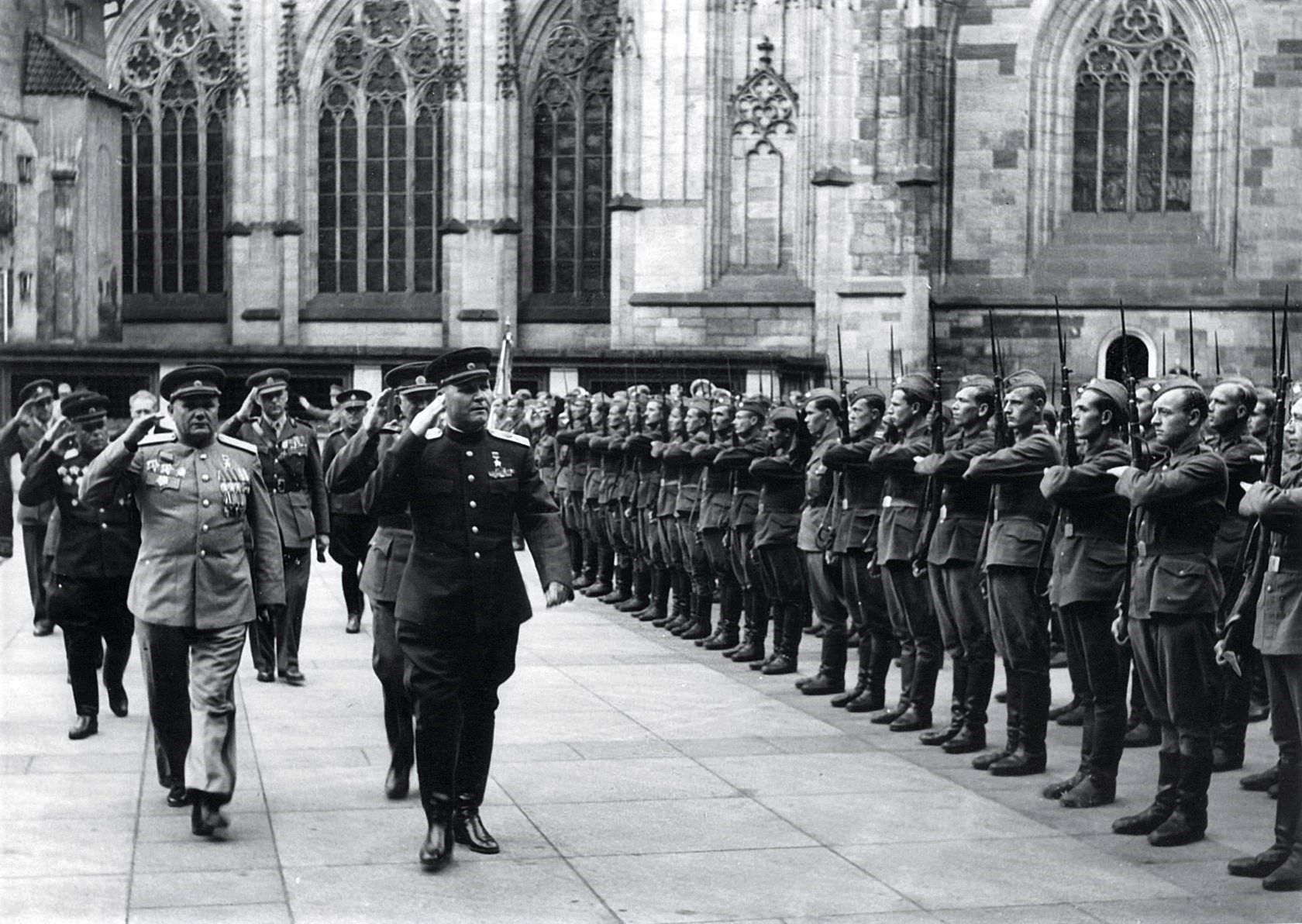
Jeremenko a Koněv na Pražském hradě při slavnostním předání řádu Bílého lva, 6. června 1945

## Po 2. světové válce
Po druhé světové válce velel postupně vojskům Přikarpatského, Západosibiřského a Severokavkazského vojenského okruhu. Dne 11. března 1955 mu byla udělena hodnost maršála Sovětského svazu. Od roku 1958 byl členem Skupiny generálních inspektorů Ministerstva obrany SSSR.

## Rodina a smrt
Byl dvakrát ženat, s první manželkou Jevdokií Fjodorovnou měl tři syny a dceru, s druhou, zdravotní sestrou z polní nemocnice Ninou Ivanovnou, dva syny a dceru. Nejmladší syn Ivan z prvního manželství zmizel beze stopy v průběhu evakuace Vilniusu začátkem války při bombardování, které Jevdokije Fjodorovna přežila.
Zemřel 19. listopadu 1970 a byl pohřben u kremelské zdi v Moskvě.

## Památky v Česku
- Pomník padlým vojákům jeho oddílu v Lověšicích u Přerova
- Pojmenované ulice: v Praze 4 – Krči (procházející od podolských Dvorců ke křižovatce Na strži), v téže ulici také základní škola nesoucí jeho jméno. Další Jeremenkovy ulice: v Ostravě, Olomouci, Šumperku a jiných obcích České republiky.
- Důl Jeremenko v Ostravě, který již není využíván k původnímu těžebnímu účelu.